# Carex capricornis
Espèce
Classification phylogénétique
Carex capricornis est une espèce des plantes du genre Carex et de la famille des Cyperaceae.